# Тапи, Бернар
Бернар Роже Тапи (фр. Bernard Roger Tapie; 26 января 1943[…], XX округ Парижа — 3 октября 2021[…], hôtel de Cavoye, VII округ Парижа) — французский бизнесмен, общественный и политический деятель. Депутат Европарламента. Министр по делам городов в правительстве Пьера Береговуа (1993).

## Биография
Бернар родился в 1943 году в небогатой семье Жана-Батиста Тапи и его супруги Раймонды (урождённой Нодо).
Учился на инженера-электрика. После прохождения армейской службы в 93-м пехотном полке Бернар решает сделать певческую карьеру, но все его попытки оказываются безуспешны. Следующим этапом жизни Бернара становятся гонки класса «Формула-3». Здесь у Тапи получается далеко не так плохо. Однако неудача вновь подстерегает его — он попадает в серьёзную аварию, приведшую к нескольким дням комы. С гонками после случившегося Бернар Тапи решает завязать.
В 1967 году Бернар начинает свою бизнес-карьеру с продажи телевизоров. Наибольшего успеха в бизнесе он добивается как специалист по восстановлению обанкротившихся предприятий во главе фирмы Bernard Tapie Finances.
С 1986 по 1994 год он был президентом футбольного клуба «Олимпик Марсель», выкупленного им за 35 миллионов долларов. «Олимпик» становился чемпионом Франции четыре сезона подряд и впервые в своей истории выиграл Лигу чемпионов. С 1990 по 1993 Тапи был владельцем корпорации Adidas.
К середине 1994 года коммерсанты, купившие у Bernard Tapie Finances «оздоровленные» фирмы, жаловались на то, что их обманули насчёт рентабельности предприятий. Появилась информация, что и победы «Марселя» на футбольном поле были не так чисты и одержаны Тапи задолго до выхода команд из подтрибунных помещений. Последовавшие за этим финансовые проверки выявили истинное положение дел бизнесмена — он был должником и банкротом.
В 1995 году суд приговорил Бернара Тапи к 8 месяцам тюрьмы за попытку подкупа игроков футбольного клуба «Валансьен».
В 2001 году вышел документальный фильм под названием «Кто такой Бернард Тапи?» американского режиссёра Марины Зенович.
В 2008 году арбитражный суд обязал Министерство финансов Франции выплатить Тапи компенсацию в размере 403 миллионов евро (240 миллионов в качестве возмещения убытков, связанных со сделкой по продаже Тапи своей доли в компании Adidas полугосударственному банку Crédit Lyonnais, более 100 миллионов в виде процентов и 45 миллионов евро морального ущерба). В феврале 2015 года суд Парижа аннулировал предыдущее постановление и постановил, что сумма должна быть возвращена в казну с процентами.
Тапи в 2011 году обвинили в сговоре с целью хищения государственных средств, в подкупе судей арбитражного суда в 2008 году, которые вынесли решение о выплате ему €403 млн из государственных фондов, но в июле 2019 года его оправдали.
Несмотря на все судебные разбирательства и онкологическое заболевание, Тапи продолжал заниматься бизнесом. В 2013-м его компания стала владельцем ежедневной газеты La Provence.
Тапи также пробовал себя в театре и кино.
В апреле 2021 года четверо преступников проникли в дом супругов Тапи, ограбили их и избили.